# Steinsche Burg
Die Steinsche Burg ist die Ruine einer Höhenburg in der Nähe der Stadt Nassau im Rhein-Lahn-Kreis in Rheinland-Pfalz. Sie liegt unterhalb der Burg Nassau zwischen den Tälern der Lahn und des Mühlbachs.

## Geschichte
Die Burg war der Stammsitz der Reichsfreiherren vom und zum Stein, deren Geschlecht erstmals 1158 urkundlich erwähnt ist und deren bekanntestes Mitglied der preußische Reformer Heinrich Friedrich Karl vom und zum Stein war.
Das Baudatum der Burg ist unbekannt. Die Familie hielt die Burg als Lehen der Grafen von Nassau. Die Anlage sollte als vorgelagerte Befestigung die Hauptburg der Nassauer schützen.
In der Anfangsphase des Dreißigjährigen Krieges verlegte die Familie vom und zum Stein ihren Sitz in den ehemaligen Zehnthof in der Nassauer Innenstadt, den sie zum Steinschen Schloss ausbaute. 1636 wird noch von einem guten Zustand der alten Burg berichtet. Gegen Ende des Zweiten Weltkrieges wurden die Reste der Burg weitgehend zerstört.

## Anlage
Aus den heute noch vorhandenen Mauerresten lässt sich auf einen grob rechteckigen äußeren Mauerring, einen Turm in der Mitte und einen Palas in der nördlichen Ecke der Burg schließen.

## Galerie

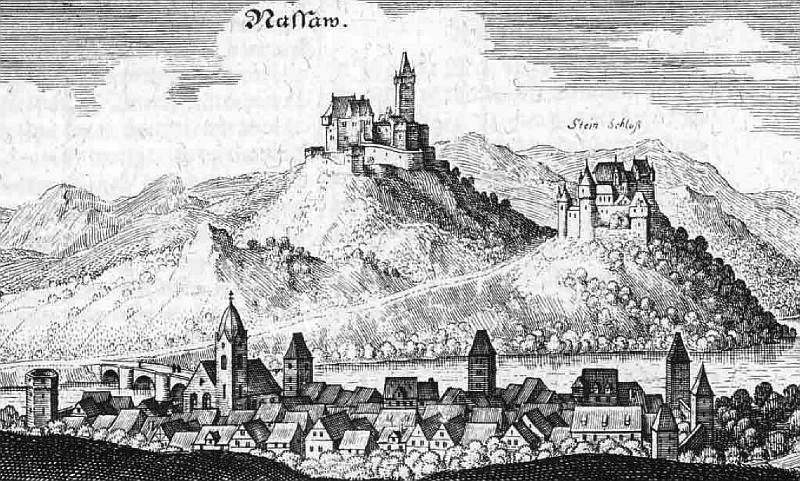
Die Stadt Nassau mit dem Fürstenschloss und der Stammburg der Familie vom und zum Stein (Merian 1655). Nach dem Verfall der Burg zog die Familie in einen im Laufe der Zeit ausgebauten Zehnthof im Ort Nassau

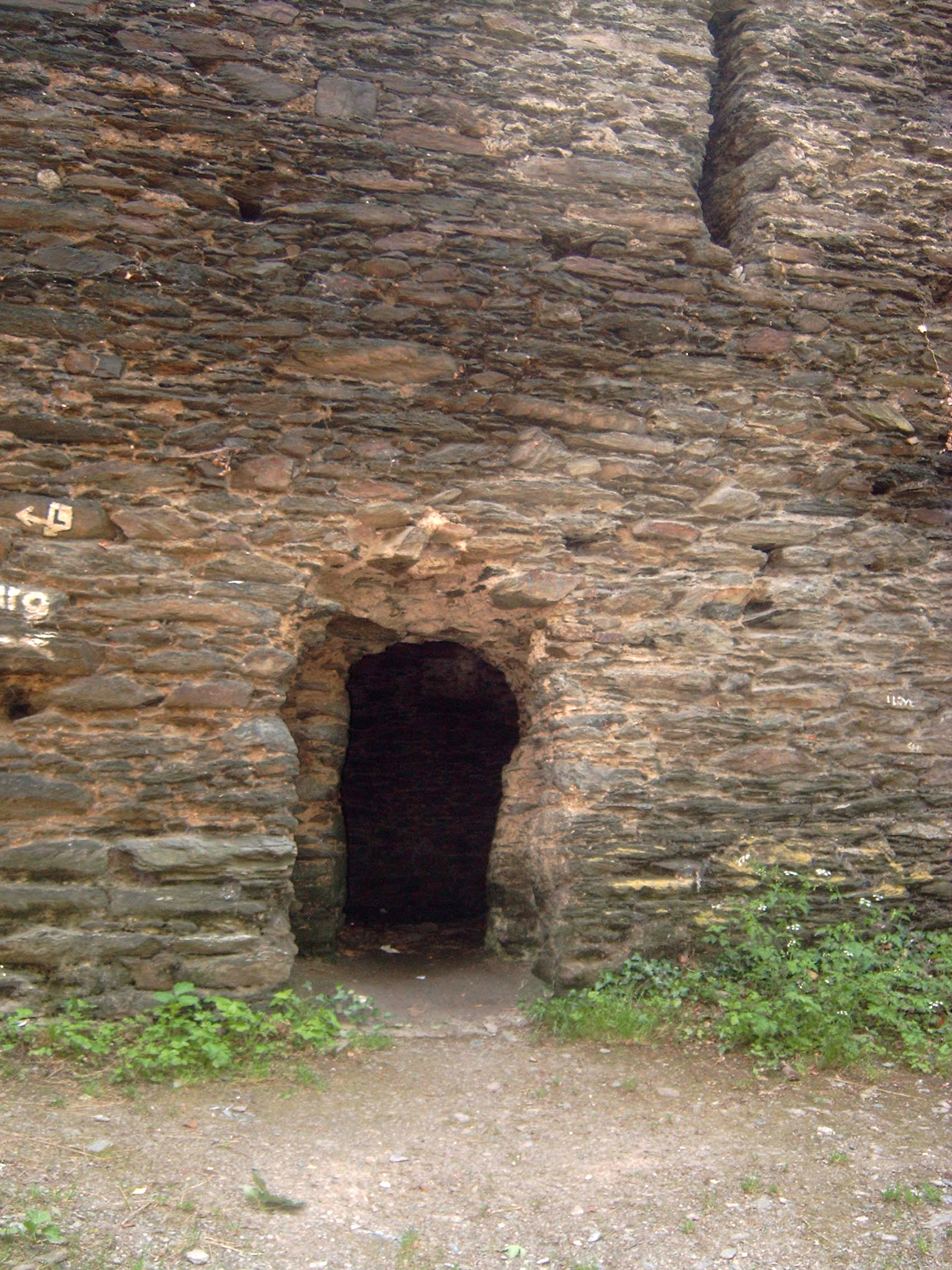
Eingang zum Keller des Torturmes (2009)
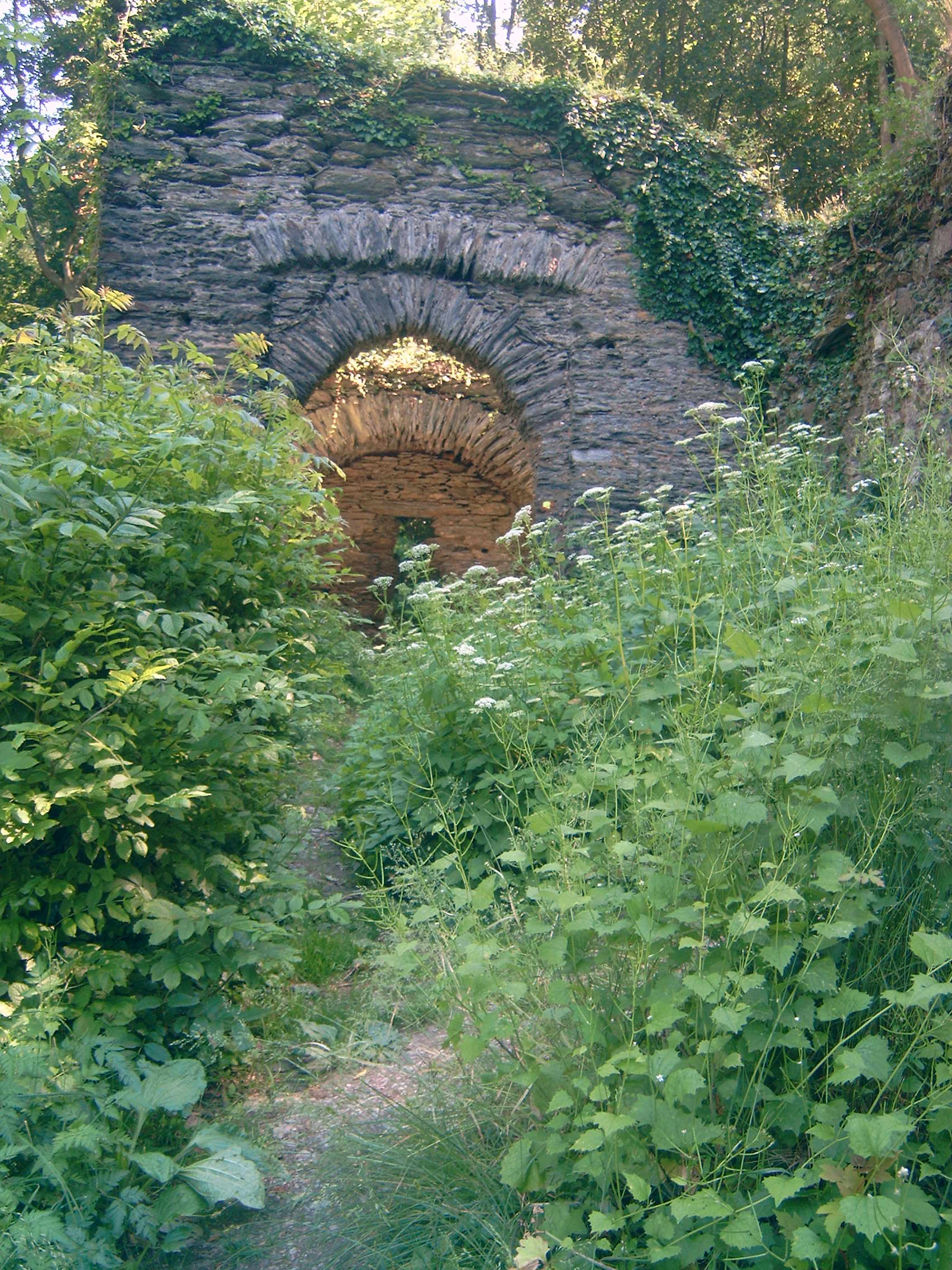
Toranlage (2009)
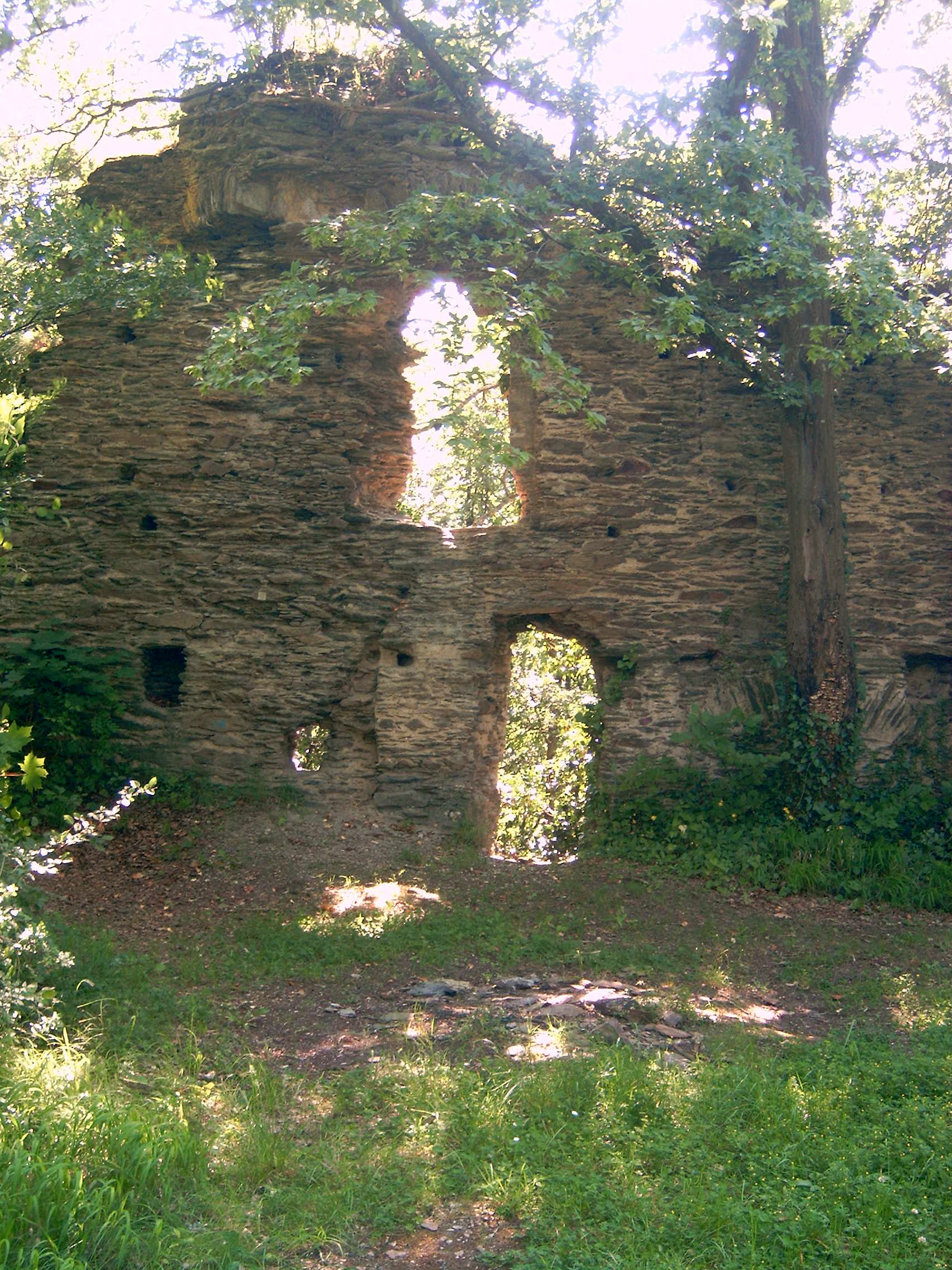
Ruine des Palas (2009)